# Kabareton

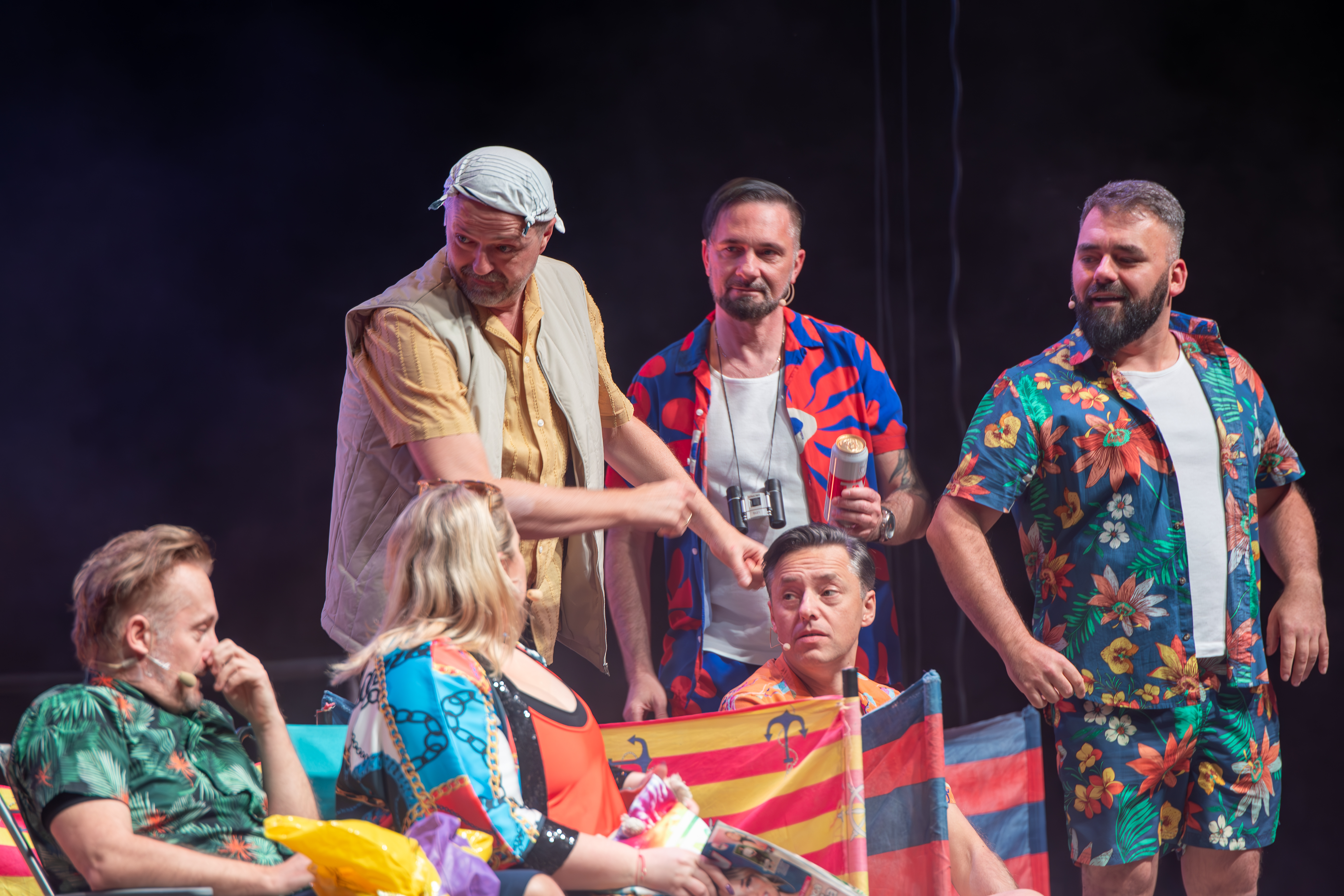
Kabareton

Kabareton – impreza, podczas której przedstawiane są programy kabaretowe więcej niż jednego kabaretu. Twórcą słowa kabareton był satyryk Jacek Fedorowicz, który wymyślił je na potrzeby „Nocy kabaretowej” opolskiego festiwalu w 1973, pierwszy raz odbywającej się z dużą widownią, w opolskim amfiteatrze.